# Guillem Despuig

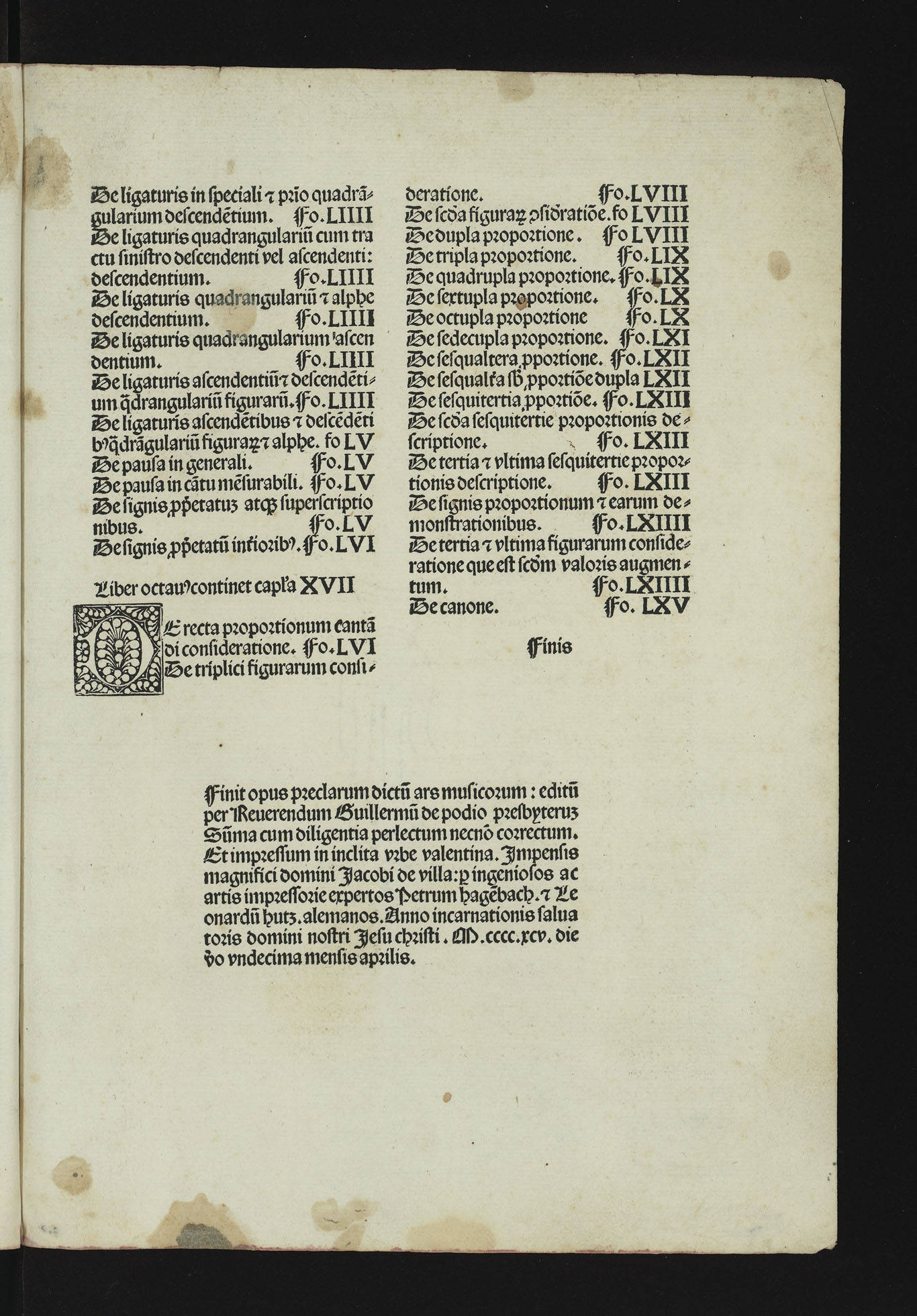
Guillem Despuig: Seite aus dem Werk Ars musicorum von Guillem Despuig.

Guillem Despuig (latinisiert auch Guillem de Podio oder Guillermus de Podio, * um 1420; † um 1500, aktiv zu Ende des 15. Jahrhunderts) war ein Musiktheoretiker, Musiker und katholischer Geistlicher der Renaissance wahrscheinlich valencianischen Ursprungs. Der katalanischsprachige Nachname „Despuig“ kann deutsch mit „derjenige, der auf dem Hügel wohnt“ wiedergegeben werden. Er wurde latinisiert zu „de Podio“.

## Leben und Werk
Es gibt wenig gesichertes biografisches Wissen über Guillem Despuig. Sein Geburtsort ist nicht bekannt. Er ist aber wahrscheinlich in Tortosa oder Valencia geboren. Zu seiner Person wurden mehrere Hypothesen aufgestellt. (1) Er ist identisch mit einem Guillem Molins Despuig, der 1474 an der Kathedrale von Barcelona tätig war. (2) Es handelt sich um Guillem Molins de Podio, der von 1479 bis 1488 an der Kirche Santa Caterina in Valencia wirkte. (3) Die letzten Forschungsbeiträge des Musikwissenschaftlers Francesc Villanueva Serrano machen es sogar wahrscheinlich, dass Guillem Despuig und Guillem Molins de Podio ein und dieselbe Person waren.
Guillem Despuig schrieb zwei musiktheoretische Traktate: (1) Ars musicorum (Valencia 1495 bei Pere Hagenbach und Leonard Hutz, Alfons d’Aragó, dem Bischof von Tortosa, gewidmet), unterteilt in fünf Bücher und Enchiridion de principiis musice discipline contra negantes illa et destruentes, das als Manuskript vorliegt. Das Werk (1) ist die erste Abhandlung über polyphone Musik in Spanien überhaupt. Letzteres Werk (2) wurde als Lehrbuch für hispanische Studenten an der Universität Bologna verwendet. Man nimmt daher an, dass der Autor diese italienische Stadt besuchte. Dieses Werk thematisiert die Notation und verteidigt traditionelle Musiklehren. Despuig hielt in seinen Schriften generell an konservativen Positionen fest, die oft denen seines Zeitgenossen Bartolomé Ramos de Pareja entgegenstanden. Die Ars musicorum gilt als wichtige Informationsquelle für die Mensuralnotation in der Renaissance.